# Charles Joseph de Raigecourt
Charles Joseph de Raigecourt (1771-1860) est un général français. Chevalier de l’Ordre royal et militaire de Saint-Louis, il fut promu maréchal de camp sous la Restauration.

## Biographie
Fils du marquis de Raigecourt, comte du saint Empire romain et de la comtesse de Saintignon, Charles Joseph de Raigecourt naît le 1er janvier 1771 à Metz, dans les Trois-Évêchés. Le jeune Charles Joseph entre au service du roi en 1786, à l'âge de 15 ans. 
Agé de 18 ans lorsque la Révolution éclate, il émigre pour rejoindre l'armée des Princes. Charles Joseph de Raigecourt fait la campagne de 1792, comme officier dans le corps des hommes d'armes à cheval. Charles Joseph de Raigecourt fait les campagnes de 1794 et 1795 dans un régiment d'émigrés, à la solde de l'Angleterre. 
Après dix autres campagnes dans la cavalerie légère au service de l'Autriche, Charles Joseph de Raigecourt rentre en France en 1806. Il s'installe à Nancy et épouse Eugénie Salteur de la Serraz. 
Sous la Restauration, Charles Joseph de Raigecourt est nommé maréchal de camp et fait chevalier de l'Ordre royal et militaire de Saint-Louis en 1816. En 1817, Charles Joseph de Raigecourt est nommé inspecteur général des gardes nationales de la Meurthe. 
Charles Joseph de Raigecourt décéda en 1860, à l'âge de 89 ans.

## Postérité
À Metz, la rue de Raigecourt, dans le quartier Plantières-Queuleu perpétue le souvenir des Raigecourt, famille patricienne de la République Messine. 

## Sources
- Émile Auguste Bégin : Biographie de la Moselle: Histoire par ordre alphabétique de toutes les personnes nées dans ce département, Tome 3, Metz, 1829.